# Diamantttyvenes overmand
Diamantttyvenes overmand er en amerikansk stumfilm fra 1918 af Henry King.

## Medvirkende
- William Russell som Larry Hanrahan
- Charlotte Burton som Adrienne Gascoyne
- Howard Davies som Paul Gascoyne
- Carl Stockdale som Bewley
- John Gough som Wintermute